# 市川昌倚
市川 昌倚（いちかわ まさより、生没年不詳）は、安土桃山時代から江戸時代の武将。助一郎・宮内助。父は駒井肥前守（勝英）。名は『寛政重修諸家譜』では「昌倚」とされ、一方で高野山成慶院「檀那御寄進状并消息」では「昌家」とされるが、成慶院「甲州月牌帳簿二印」では「宮内助殿昌倚」と記されており、「昌倚」であることが指摘される。

## 経歴・人物
天正3年（1575年）5月21日の長篠の戦いにおいて市川家光（以清斎元松）の子息である市川昌房・市川内膳正兄弟が戦死すると、市川内膳正の子・市川満友が幼少であったため、昌倚が市川家光の養子となる。天正4年（1576年）5月19日には武田勝頼から軍役を命じられており、この時点で「助一郎」を名乗っている。

### 武田氏滅亡後
天正10年（1582年）3月には織田信長・徳川家康連合軍の甲州征伐により武田氏は滅亡し、同年6月には天正壬午の乱を経て甲斐は三河国の徳川家康が領した。家康に臣従した武田遺臣が提出した天正壬午起請文では信玄近習衆として「市川宮内介」が記載されている。昌倚は家康に出仕し、同年10月8日に甲斐国後屋敷郷（山梨県山梨市）に300貫文・境郷100貫文を安堵されている。この時にも「宮内助」を名乗っているが、翌天正11年（1583年）閏正月14日に所領を再安堵された際には通称が「助一郎」に復しており、混乱が見られる。

### 徳川家康配下
『寛政譜』によれば市川家光(市川内膳正)の子・市川満友（茂左衛門）が天正14年（1586年）に元服すると昌倚は家督を譲り、自身は別家を立てたという。養父の市川家光は武田氏滅亡後に徳川四奉行となり、文禄2年（1593年）に死去している。
文禄5年（1596年）9月28日には高野山成慶院において父の駒井肥前守(駒井勝英)、母の「玉峯妙清禅定尼」養父の市川家光とその妻「香庵理桂禅定尼」の追善供養と自身の逆修供養を行っている。「甲州月牌帳簿二印」によれば、昌倚の法名は「永厳宗寿禅定門」。

### 江戸時代
嫡子の市川昌恒は後に大番を務める。